# Rotter Lillian
Rotter Lillian, névváltozata: Rotter Lilian, férjezett Kertész Tivadarné (Budapest, 1896. május 5. – Budapest, 1981. május 20.) orvos, pszichoanalitikus.

## Élete
Apja Rotter Lajos (1864–1937) újságíró, a Pester Lloyd munkatársa, anyja Krausz Aranka (1870–1936) énektanár volt  Két fiatalabb testvére (Lóránt, Gertrúd) született. Tanulmányait a Budapesti Tudományegyetem Orvosi Karán végezte, ahol 1920-ban avatták orvosdoktorrá. Egyetemista korában tagja volt a Galilei Körnek. 1923. december 24-én Budapesten, az Erzsébetvárosban házasságot kötött Kertész Tivadar (1888–1979) orvossal, aki korábban Böhm Aranka férje volt. Az 1930-as évektől Hermann Imre tanítványa volt, akit nem csupán mesterének, hanem barátjának is tekintett. 1934-ben tagja lett a Magyar Pszichoanalitikai Egyesületnek és aktív tagja volt a nemzetközi pszichoanalitikus mozgalomnak is. Főként a pszichoszexuális fejlődéssel foglalkozott, valamint a női szexualitással és az anya–gyermek kapcsolattal. Pető Endrével együtt igen népszerű pedagógiai szemináriumot tartott a Montessori-irányzatot követő óvónőknek, a Pikler Emmi körüli pedagógusoknak, pszichoanalitikusoknak és anyáknak. A második világháború alatt ismeretlen okból férjével együtt őrizetbe vették és a budapesti gettóba internálták, azonban Kertész első világháborús kitüntetéseinek köszönhetően szabadon bocsátották őket. A háború után csatlakozott a Magyar Kommunista Párthoz. 1945 után részt vett a főváros pszichohigiénés tanácsadó szolgálatának szervezésében, majd évekig szakterületétől távol mint laboratóriumi orvos dolgozott. 1965-től sikeres esetfeldolgozó szemináriumokat vezetett.

## Főbb művei
- A női genitalitás pszichológiájáról (in: Lélekelemzési tanulmányok Budapest, 1., 1933)
- A gyermek lelki fejlődése (Budapest, 1946)